# Magelona obockensis
Magelona obockensis är en ringmaskart som beskrevs av Gravier 1905. Magelona obockensis ingår i släktet Magelona och familjen Magelonidae. Inga underarter finns listade i Catalogue of Life.